# یوزف گولونکا
یوزف گولونکا (چکی: Jozef Golonka؛ زادهٔ ۶ ژانویهٔ ۱۹۳۸) بازیکن هاکی روی یخ اهل چکسلواکی است.